# Србија на Светском првенству у атлетици на отвореном 2009.
Србија је на Светском првенству у атлетици на отвореном 2009. одржаном у Берлину од 15. до 23. августа, требало да учествује са 10 спортиста у осам дисциплина.
Дан пре поласка на пут од учешћа је после консултација са лекаром одустао Лука Рујевић који је требало да се такмичи у бацању кугле.
Најбољи резултат је постигла Биљана Топић у троскоку постигавши национални рекорд скоком од 14,52 метра.
У табели успешности према броју и пласману такмичара који су учествовали у финалним такмичењима (првих 8 такмичара) Србија је са 1 учесником у финалу делила 49. место са 5 бодова.
| Плас. | Земља  | 1. место | 2. место | 3. место | 4. место | 5. место | 6. место | 7. место | 8. место | Бр. финал. | Бод. |
| ----- | ------ | -------- | -------- | -------- | -------- | -------- | -------- | -------- | -------- | ---------- | ---- |
| =49.  | Србија | 0        | 0        | 0        | 1        | 0        | 0        | 0        | 0        | 1          | 5    |

## Учесници
| Мушкарци: - Горан Нава — 1.500 метара - Асмир Колашинац — Бацање кугле - Предраг Филиповић — 20 км ходање - Ненад Филиповић — 50 км ходање - Драгутин Топић — скок увис | Жене: - Марина Мунћан — 1.500 метара - Биљана Топић — троскок - Драгана Томашевић — бацање диска - Оливера Јевтић — 10.000 м |  |

### Мушкарци
Тркачке дисциплине
| Атлетичар         | Лични рек. | Дисциплина   | Група    | Група            | Четвртфинале     | Четвртфинале     | Полуфинале       | Полуфинале       | Финале           | Финале       | Детаљи |
| Атлетичар         | Лични рек. | Дисциплина   | Резултат | Место            | Резултат         | Место            | Резултат         | Место            | Резултат         | Место        | Детаљи |
| ----------------- | ---------- | ------------ | -------- | ---------------- | ---------------- | ---------------- | ---------------- | ---------------- | ---------------- | ------------ | ------ |
| Горан Нава        | 3:38,35    | 1500 м       | 3:44,13  | Није се пласирао | Није се пласирао | Није се пласирао | Није се пласирао | Није се пласирао | Није се пласирао | 31/54        |        |
| Предраг Филиповић | 1:21,50 НР | 20 км ходање |          |                  |                  |                  |                  |                  | 1:27:44          | 35/50        |        |
| Ненад Филиповић   | 4:02,16    | 50 км ходање |          |                  |                  |                  |                  |                  | Није завршио     | Није завршио |        |

Техничке дисциплине
| Атлетичар       | Лични рек. | Дисциплина   | Квалификације | Квалификације    | Финале           | Финале   | Детаљи |
| Атлетичар       | Лични рек. | Дисциплина   | Резултат      | Место            | Резултат         | Место    | Детаљи |
| --------------- | ---------- | ------------ | ------------- | ---------------- | ---------------- | -------- | ------ |
| Драгутин Топић  | 2,38 НР    | Скок увис    | 2,25          | Није се пласирао | Није се пласирао | 27-28/30 |        |
| Асмир Колашинац | 20,15      | Бацање кугле | 19,67         | Није се пласирао | Није се пласирао | 22/36    |        |

### Жене
Тркачке дисциплине
| Атлетичарка    | Лични рек.  | Дисциплина | Група    | Група             | Четвртфинале      | Четвртфинале      | Полуфинале        | Полуфинале        | Финале            | Финале          | Детаљи |
| Атлетичарка    | Лични рек.  | Дисциплина | Резултат | Место             | Резултат          | Место             | Резултат          | Место             | Резултат          | Место           | Детаљи |
| -------------- | ----------- | ---------- | -------- | ----------------- | ----------------- | ----------------- | ----------------- | ----------------- | ----------------- | --------------- | ------ |
| Оливера Јевтић | 31:29,65 НР | 10.000 м   |          |                   |                   |                   |                   |                   | Није стартовала   | Није стартовала |        |
| Марина Мунћан  | 4:08,02     | 1.500 м    | 4:15,18  | Није се пласирала | Није се пласирала | Није се пласирала | Није се пласирала | Није се пласирала | Није се пласирала | 34/42           |        |

Техничке дисциплине
| Атлетичар         | Лични рек. | Дисциплина   | Квалификације | Квалификације     | Финале            | Финале | Детаљи |
| Атлетичар         | Лични рек. | Дисциплина   | Резултат      | Место             | Резултат          | Место  | Детаљи |
| ----------------- | ---------- | ------------ | ------------- | ----------------- | ----------------- | ------ | ------ |
| Драгана Томашевић | 63,63 НР   | Бацање диска | 59,38         | Није се пласирала | Није се пласирала | 19/40  |        |
| Биљана Топић      | 14,49      | троскок      | 14,37 кв ЛРС  | 5/35              | 14,52 НР          | 4/35   |        |